# Benedikt Jóhannesson
Benedikt Jóhannesson (* 4. Mai 1955 in Reykjavík) ist ein isländischer Unternehmer, Verleger und Politiker (Viðreisn). Er war Finanzminister Islands im Kabinett Bjarni Benediktsson (2017).

## Leben
Benedikt Jóhannesson wurde 1981 an der Florida State University in Statistik und Mathematik promoviert. Wenige Jahre später gründete er das in der Datenanalyse tätige Beratungsunternehmen Talnakönnun, das er seither leitete. Von 2000 bis 2016 war er Geschäftsführer des Verlags Útgáfufélagið Heimur, der das Nachrichtenmagazin Iceland Review herausgibt. Er ist auch Autor eines Bandes mit Kurzgeschichten.
Benedikt Jóhannesson amtierte seit der Gründung der liberal und EU-freundlich ausgerichteten Partei Viðreisn (etwa Reform, Regeneration) im Mai 2016 bis zum 11. Oktober 2017 als deren Vorsitzender (Nachfolgerin: Þorgerður Katrín Gunnarsdóttir). Bei der Parlamentswahl vom 29. Oktober 2016 wurde er für den Nordöstlichen Wahlkreis ins isländische Parlament Althing gewählt. Er trat daraufhin als Herausgeber von Iceland Review zurück, sein Nachfolger ist Jóhannes Benediktsson.
Mit Stand vom Dezember 2016 war Benedikt Jóhannesson Vorsitzender des parlamentarischen Ausschusses für Wirtschaft und Handel.
Im Januar 2017 wurde Benedikt Jóhannesson Finanzminister im Kabinett Bjarni Benediktsson (2017), das aus Mitgliedern der Unabhängigkeitspartei, seiner Partei Viðreisn und von Björt framtíð bestand. Bei der Parlamentswahl vom 28. Oktober 2017 verlor er seinen Sitz im Althing.